# Dryopteris koidzumiana
Dryopteris koidzumiana är en träjonväxtart som beskrevs av Tag. Dryopteris koidzumiana ingår i släktet Dryopteris och familjen Dryopteridaceae. Inga underarter finns listade.